# 白樺駅

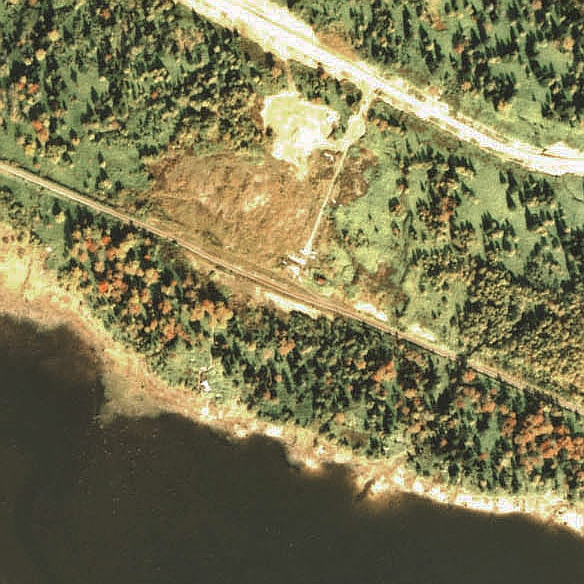
1977年の白樺駅と周囲約500 m範囲。右が名寄方面。かつては木材の搬出が行われていて、主に駅前の通りと駅の東側に居住区、駅の西側の斜面にストックヤードが設けられていた。また駅は島式ホーム1面2線の他、駅舎側に貨物用の副本線と貨物ホーム、そこから蕗ノ台側（西側）のストックヤード前へ引込み線が伸びていた。この写真では周囲は蕗ノ台と同様に無人の荒野と化していて、駅舎は小さな待合室に変えられ、島式ホームの駅舎側は埋められて、駅裏側本線に棒線化されている。

白樺駅（しらかばえき）は、北海道（空知支庁）雨竜郡幌加内町にあった北海道旅客鉄道（JR北海道）深名線の駅（廃駅）である。電報略号はシラ。事務管理コードは▲121413。営業末期には隣駅の蕗ノ台駅と共に冬季は全列車が通過した。

## 歴史
原生林の中に作られた駅であったが、開業の経緯として開拓の基地という背景を持っていた。
北海道大学農学部演習林の中（泥川事業区）に位置し、蕗の台と同様に1929年（昭和4年）頃から林業関係者が出入りして、付近の「泥川」からブトカマベツ川〜雨竜川と伐採木材を流送していた。当線が延伸工事を進めていた1940年（昭和15年）には当地に市街地ができる可能性が大きいとのことから、演習林側で駅前予定地に市街住宅区画を行い、また「林内植民地」予定地の区画測量も行っていた。当駅ができた当初は添牛内方面から数名が入地して開拓を試みたが3年程で撤退し、結局最後まで居住したのは林業関係者だけであった。当駅は木材貨物の積込み基地として、蕗の台と同様に駅土場には多くの木材が集積され、1956年（昭和31年）度には木材の年間発送量が12,000tを記録している。その後輸入自由化に押されて木材搬出も一気に無くなり、1955年（昭和30年）に100名を数えた地区の人口も急激に減って、1961年（昭和36年）に当駅は無人駅となった。最後の1名が離村したのは1964年（昭和39年）4月から1965年（昭和40年）9月の間とみられ、以降は無人地帯となった。

### 年表
- 1941年（昭和16年）10月10日：鉄道省深名線朱鞠内駅 - 初茶志内駅（後の天塩弥生駅）間延伸開通（深名線全通）に伴い開業[5][6]。一般駅[6]。
- 1949年（昭和24年）6月1日：公共企業体である日本国有鉄道に移管。
- 1960年（昭和35年）12月10日：貨物・荷物取扱い廃止[7]。
- 1961年（昭和36年）4月1日：無人化[7]。
- 1977年（昭和52年）12月1日：同年以降冬季休止となる[8]。同日より翌年の3月31日まで。
- 1980年（昭和55年）12月1日：同年より冬季休止の期間が延長され、翌年の4月20日までとなる。
- 1984年（昭和59年）12月1日：同年より冬季休止の期間が延長され、翌年の4月30日までとなる。
- 1987年（昭和62年）4月1日：国鉄分割民営化によりJR北海道に継承[8]。同時に臨時駅へ降格[8]。
- 1990年（平成2年）3月10日：冬季休業中のまま廃止[8]。

### 駅名の由来
開業時点で当地に字名は存在せず、開駅にあたり当地一帯がシラカバの密林であったことから命名した。現在当地に字は設定されていないが、駅開業後は「白樺」を当地の字としていた時期もある。

## 駅構造
もともと島式ホーム1面2線に貨物ホームと貨物側線を有する列車交換可能な交換駅であったが、廃止時点で単式ホーム1面1線を有する地上駅であった。ホームは線路の北側（名寄方面に向かって左手側）に存在した。分岐器を持たない棒線駅となっていた。ホーム前後の線路は分岐器の名残で湾曲していた。
無人駅となっており、有人駅時代の駅舎は撤去されプレハブの待合所を有していた。ホームはもともと土盛りであったが、後年板張りの仮乗降場様となり、深川方（南側）にスロープを有し駅施設外に連絡していた。冬季休業中ホームは撤去されていた。

## 駅周辺
駅前には前述の北大演習林側が区画した居住地があり、林業関係者の住宅の他、日通営業所、鉄道職員住宅があった。
- 北海道道688号名寄遠別線
- 朱鞠内湖（雨竜第1ダム）
- 北海道大学演習林[10]

## 駅跡
駅廃止後も当駅のあった部分の線路は湾曲したままであり、乗車していても駅跡が推測出来た。
深名線廃止後は待合所が残存していた模様だが、2000年（平成12年）時点では駅への階段がクマザサに覆われて残存し、構内跡地には転轍機が1機残存していた。2010年（平成22年）時点では階段は残存していた。2011年（平成23年）時点では階段のほかに駅の遺構ではない、手書きの駅名表示看板が立っていた。

## 隣の駅
北海道旅客鉄道（JR北海道）
深名線
湖畔駅 - （臨）蕗ノ台駅 - （臨）白樺駅 - 北母子里駅
湖畔駅と当駅との間にあった蕗ノ台駅も当駅と同時に1990年（平成2年）3月10日に廃止となった。